# Ethel Skeat
Pour les articles homonymes, voir Skeat.
 (juin 2025).
Le contenu est difficilement compréhensible vu les erreurs de traduction, qui sont peut-être dues à l'utilisation d'un logiciel de traduction automatique.
Ethel Gertrude Skeat (1865–1939), également connue sous son nom d'épouse d'Ethel Woods, était une stratigraphe, paléontologue d' invertébrés et géologue anglaise qui s'est fait connaître pour ses travaux sur les dépôts glaciaires jurassiques au Danemark et sur les roches du Paléozoïque inférieur au Pays de Galles. Elle et sa principale collaboratrice, Margaret Crosfield, sont reconnues pour avoir entrepris des recherches qui ont considérablement amélioré la compréhension de l'histoire géologique du nord-est du Pays de Galles,.
Elle a écrit plusieurs livres sur la géologie,.

## Biographie
Ethel Gertrude Skeat est née le 14 mai 1865 d'une famille de cinq enfants de Bertha (Jones) Skeat et Walter William Skeat, professeur d'anglo-saxon à l'Université de Cambridge. Son frère Walter était un anthropologue.

### Éducation et carrière
Woods a fait ses études dans des établissements privés jusqu'à l'âge de 25 ans, date à laquelle elle est entrée au Newnham College de Cambridge. Elle y rencontre à la fois sa future collaboratrice Margaret Crosfield et son futur mari, le géologue Henry Woods,qu'elle épouse en 1910.
Alors qu'elle était encore étudiante, elle a rejoint le syndicat des géologues. Elle devient membre de la Société géologique de Londres en 1919, dès son ouverture aux femmes. En 1894, elle est devenue la boursière Arthur Hugh Clough et a terminé la première partie du certificat Tripos en sciences naturelles.
De 1895 à 1897, elle est titulaire d'une bourse de recherche de Bathurst, qui lui est décernée pour ses compétences en sciences naturelles. Elle a utilisé la bourse pour se rendre à Munich, en Allemagne, où elle a étudié avec le paléontologue Karl Alfred von Zittel . Pendant son séjour à l'étranger, elle a travaillé sur la paléontologie des blocs glaciaires de l'ère jurassique au Danemark. Elle est ensuite devenue associé de recherche du Newnham College .
En 1905, elle obtient un doctorat en sciences (D.Sc.) du Trinity College de Dublin en reconnaissance de ses contributions à la recherche géologique.
Pendant plus d'une décennie (1898–1910), elle a enseigné les sciences dans diverses écoles secondaires, d'abord à Penwarth (Pays de Galles), puis à Chester, en Angleterre. En 1911, elle est devenue chargée de cours au Cambridge Training Institute for Women; elle est restée d'abord deux ans puis est revenue après la Première Guerre mondiale pour encore deux décennies.
Elle a reçu deux distinctions de l'Ordre de l'Empire britannique en tant que membre (MBE) en 1918 puis en tant que Dame Commander (DBE) en 1920, non pas pour ses travaux sur la géologie mais pour ses actions sociales, spécialement pendant la Première Guerre mondiale .

## Contributions dans le domaine de la géologie
Alors qu'elle était encore à Newnham, elle a collaboré avec Margaret Crosfield pour ses premières recherches publiées, sur la stratigraphie galloise dans la région de Carmarthen (1896). Elle a ensuite publié deux articles (1898, 1904) sur les rochers du Jurassique et du Crétacé au Danemark et dans l'est du Groenland, dont le premier a co-écrit avec le géologue danois Victor Madsen,.
En 1908, elle est devenue la première femme anglaise à remporter le prix Murchison Fund offert par la Société géologique de Londres, en signe d'appréciation pour ses travaux géologiques au Danemark et au Pays de Galles.
En 1925, elle collabore à nouveau avec Margaret Crosfield sur des recherches sur la stratigraphie silurienne de la chaîne Clwydienne, dans le nord-est du Pays de Galles.
Dans la dernière partie de sa carrière, elle a écrit plusieurs livres sur la géologie, y compris Principes de géologie: physique et humaine (1923) et la région baltique (1932),.
Elle tomba malade au milieu de 1938 et mourut d'un cancer le 26 janvier 1939 à Meldreth, en Angleterre.